# 쿠반 (지역)

1900년 시점 러시아 제국령 쿠반주의 지도

쿠반(러시아어: Кубань, 우크라이나어: Кубань, 아디게어: Пшызэ)은 쿠반강의 유역으로 이루어진 러시아 남부 내지 북캅카스에 위치한 역사적, 지리적 지역이다. 폰토스-카스피 스텝과 볼가강 하구 사이에 위치하고 흑해에 접하며 크림반도와는 케르치 해협을 사이에 두고 떨어져 있다. 오늘날 러시아 연방의 크라스노다르 변경주와 흔히 동일시되나 역사적 지역은 아디게야 공화국, 카라차예보체르케스카야 공화국, 스타브로폴 변경주 일부까지 포함할 수 있다.

## 같이 보기
- 체르케스
- 체르케스인 집단학살
- 쿠반 카자크
- 쿠반 인민공화국
- 쿠반-흑해 소비에트 공화국
- 쿠반 소비에트 공화국
- 쿠반 우크라이나인
- 남러시아